# Бета Гончих Псов
Бета Гончих Псов (лат. β Canum Venaticorum), 8 Гончих Псов (лат. 8 Canum Venaticorum) — кратная звезда в созвездии Гончих Псов на расстоянии приблизительно 27 световых лет (около 8,4 парсек) от Солнца. Возраст звезды определён как около 3,4 млрд лет.
Для звезды применялись также названия Хара (Чара, Шара) и, реже, Астерион — имена мифологических собак Аркада.

## Характеристики
Первый компонент (HD 109358A) — жёлтый карлик спектрального класса G0V, или G0. Визуальная звёздная величина звезды — +4,26m. Масса — около 1,08 солнечной, радиус — около 1,032 солнечного, светимость — около 1,254 солнечной. Эффективная температура — около 5761 K.
Второй компонент — коричневый карлик. Масса — около 19,21 юпитерианской. Удалён в среднем на 1,544 а.е..
Третий компонент (HD 109358B). Удалён на 0,1 угловой секунды.
Четвёртый компонент (BD+42 2320) — жёлтый гигант спектрального класса G6III, или G8III, или K0. Визуальная звёздная величина звезды — +10,7m. Масса — около 1,28 солнечной, радиус — около 9,65 солнечного, светимость — около 46,503 солнечной. Эффективная температура — около 4997 K. Удалён на 265,7 угловой секунды.
Звезда принадлежит к обширной семье звёзд галактического диска.

## Ближайшее окружение звезды
Следующие звёздные системы находятся на расстоянии в пределах 10 световых лет от Беты Гончих Псов:
| Звезда               | Спектральный класс | Расстояние, св. лет |
| BD+36 2219           | M1 Ve / ?          | 5,0                 |
| Грумбридж 1830       | G8 VIp             | 5,0                 |
| G 122-49             | M V                | 5,1                 |
| 61 Большой Медведицы | G8 Ve              | 7,4                 |
| β Волос Вероники     | F9.5-G0 V          | 8,1                 |
| Росс 1015            | M3 V               | 8,2                 |
| Алула Южная          | G0 Ve / G0 Ve      | 8,5                 |
| BD+48 2108           | K0-1,5 V / ? / ?   | 8,6                 |